# Gherarduccio Gherardini

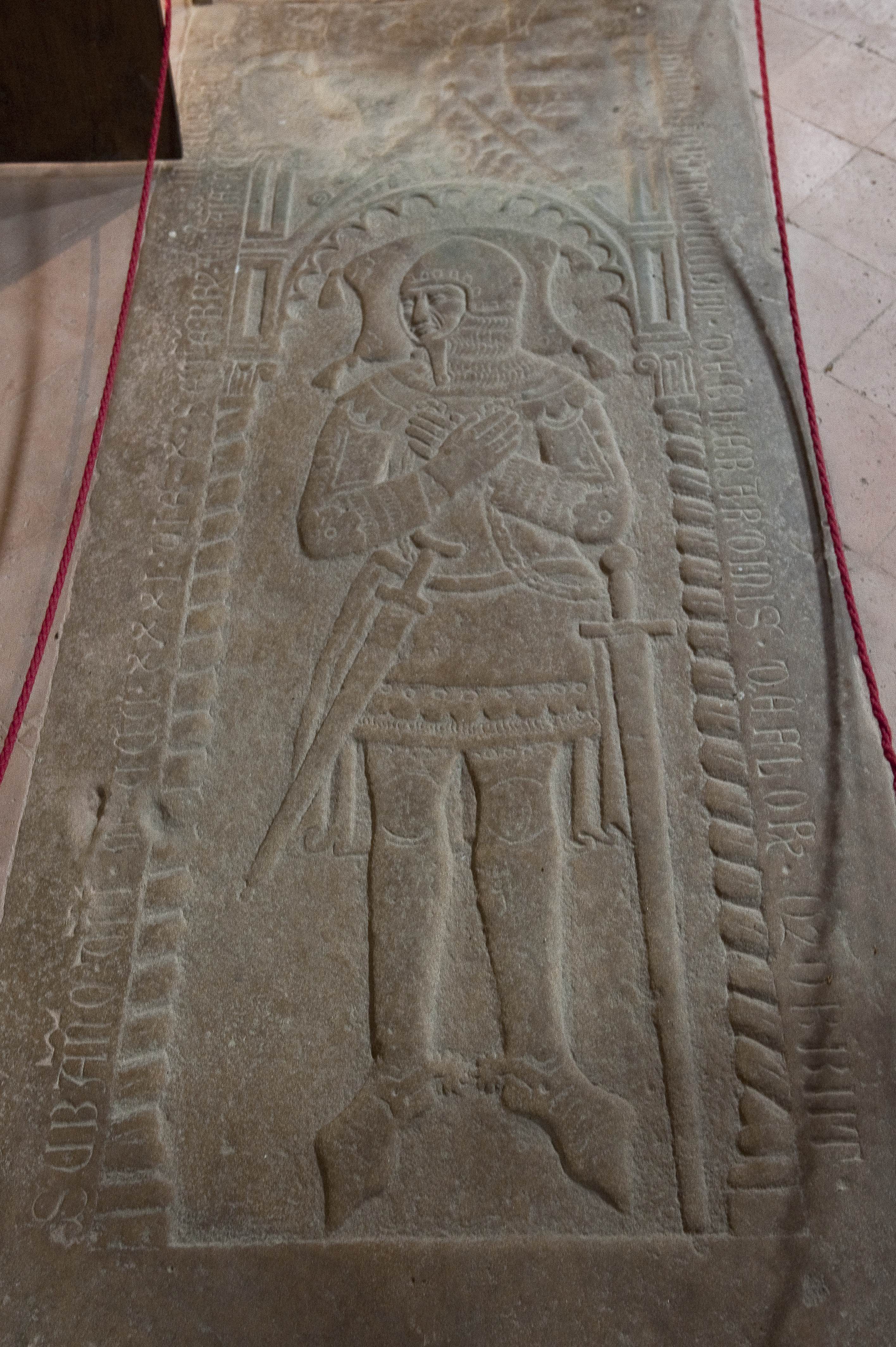
Sepolcro di Gheraduccio Gherardini Pieve di Sant'Appiano

Gherarduccio Gherardini (Firenze, ... – Barberino Val d'Elsa, 10 settembre 1331) è stato un politico italiano, della famiglia Gherardini di Firenze (o di Montagliari).

## Biografia
Partecipò alla guerra civile che vide la sua famiglia contrapposta alla Repubblica fiorentina nel corso delle dispute tra guelfi e ghibellini. Schierati con i guelfi bianchi (vicino all'Impero), i Gherardini condussero il confronto militare sino alla seconda metà del Trecento.
Già con la sconfitta della battaglia di Montagliari, avvenuta nell'agosto del 1302 e che portò alla distruzione dell'omonimo castello, il potere di questa famiglia andò via via diminuendo.
Gheraduccio non fu tra i membri della sua famiglia che scelsero l'esilio emigrando a Verona. Continuò la lotta dai suoi possedimenti in Valdelsa. Morì il 10 settembre del 1331 e fu sepolto dal figlio Berto nella pieve di Sant'Appiano nei pressi del Castello di Linari, roccaforte della famiglia Gherardini nel comune di Barberino Val d'Elsa.
A tutt'oggi, la Pieve di Sant'Appiano è utilizzata dai Gherardini di Montagliari per cerimonie religiose di famiglia. La lapide di Gherarduccio, all'interno della pieve di Sant'Appiano, è il più antico sepolcro cavalleresco in Toscana.